# Federico I de Wettin
Federico I, conde de Eilenburg (h. 960 - 5 de enero del 1017 en Eilenburg) fue un hijo del conde Teodorico I y hermano de Dedo I de Wettin. Se desconoce su fecha de nacimiento.
Junto con su hermano Dedo, manejó el Burgward de Zörbig, que les había sido transferido antes de 1009. En los años setenta del siglo X (973/78), Federico posiblemente fue Vogt de la Catedral de Magdeburgo. El emperador Enrique II le confió, en los años 1009 y 1015, temporalmente la supervisión del Burg in Meissen. 
Dominaba, además de las tierras alodiales de la civitas de Eilenburg, la parte occidental de la Marca de Lusacia, así como los derechos condales del gau de Quezizi en Eilenburg. Cuando Federico murió en enero de 1017, dejó a sus tres hijas toda su propiedad alodial, y transfirió Eilenburg a su sobrino Teodorico, ya que él carecía de descendencia masculina.